# Isabella Gonzaga (1565-1637)
Isabella Gonzaga (Sabbioneta, 12 gennaio 1565 – Napoli, 10 febbraio 1637) è stata una nobile mantovana e duchessa di Sabbioneta.

## Biografia

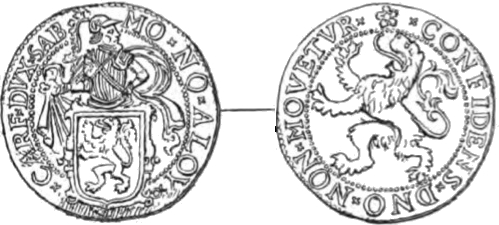
Il tallero di Sabbioneta ai tempi di Isabella Gonzaga.

Era figlia di Vespasiano I Gonzaga, duca di Sabbioneta e della seconda moglie Anna d'Aragona y Folch de Cardona, nata con parto gemellare (la sorella Giulia morì poco dopo).
Alla morte di Vespasiano, il 26 febbraio 1591, Isabella ereditò per testamento tutti i suoi possedimenti e una dote ricchissima in monete d'oro.
Si aprì subito un'aspra contesa per la successione al ducato di Sabbioneta. In mancanza di erede maschio pretesero di subentrare di diritto nell'eredità i Gonzaga di Mantova e quelli del ramo di San Martino, eredi di Pirro Gonzaga.
 
Il 6 marzo 1591 fu firmato un accordo ed il piccolo feudo fu smembrato: la contea di Rodigo andò a Vincenzo I Gonzaga, duca di Mantova; il marchesato di Ostiano e i feudi di Bozzolo, Rivarolo e Commessaggio vennero divisi tra i figli di Pirro. Alla duchessa Isabella rimasero Sabbioneta, Itri, Fondi e Minturno.
Il 29 novembre 1584 sposò a Bozzolo Luigi Carafa della Stadera (1567-1630), IV principe di Stigliano e duca di Mondragone.
Gli sposi si trasferirono prima a Milano poi a Napoli, mentre Sabbioneta fu retta da un governatore. Si recavano saltuariamente nel ducato gonzaghesco (ambito dal re di Spagna per la sua strategica posizione) - dove circolavano monete con le loro effigi - per sbrigare urgenti affari di governo: Isabella dimostrò interesse per i problemi socio-economici dei sabbionetani. Dal loro matrimonio nacque un figlio, Antonio (1586-1610), duca di Mondragone, in seguito sposo di Elena Aldobrandini (nipote di papa Clemente VIII), che premorì ai genitori.
La coppia dimorava nel palazzo Cellammare dove nel 1636 verrà celebrato il discusso matrimonio tra la nipote Anna e Ramiro Felipe Núñez de Guzmán. La duchessa - in perenne compianto per la precoce scomparsa del figlio Antonio - si oppose alle scelte dei Carafa e della nuora Elena Aldobrandini e contrastò con forza queste nozze perché desiderava per l'erede un principe italiano che avesse a cuore la conservazione dell'indipendenza e del prestigio degli Stati paterni di Sabbioneta e solo la designazione dello spagnolo a Viceré di Napoli addolcì un poco la sua determinata posizione. La regina d'Ungheria Maria Anna d'Asburgo, sorella del re Filippo IV di Spagna e della regina di Francia Anna d'Austria (madre di Luigi XIV), nel 1630 sostò a Napoli e, desiderosa di conoscere la ricchissima ereditiera, convocò a corte Isabella, la nuora Elena e la nipote Anna concedendo loro il privilegio di stare sedute in sua presenza. Anche il viceré Fernando Afán de Ribera, duca di Alcalá esercitò la propria autorità per convincere la risoluta nobile Gonzaga.
Alla morte di Isabella, avvenuta a Napoli nel 1637, il ducato di Sabbioneta venne ereditato dalla nipote Anna Carafa della Stadera, figlia di Antonio. La duchessa fu seppellita nella cappella Carafa della basilica di San Domenico Maggiore, dove si trovava la tomba del marito.

## Ascendenza
|                                           |                              |                                          | Genitori                                   |  |  | Nonni |  |  | Bisnonni         |  |  | Trisnonni             |  |
|                                           |                              |                                          |                                            |  |  |       |  |  | Ludovico Gonzaga |  |  | Gianfrancesco Gonzaga |  |
|                                           |                              |                                          |                                            |  |  |       |  |  | Ludovico Gonzaga |  |  | Gianfrancesco Gonzaga |  |
|                                           |                              | Antonia del Balzo                        |                                            |  |  |       |  |  | Ludovico Gonzaga |  |  |                       |  |
| Luigi Gonzaga "Rodomonte"                 |                              |                                          |                                            |  |  |       |  |  | Ludovico Gonzaga |  |  |                       |  |
|                                           |                              | Francesca Fieschi                        | Gianluigi II Fieschi                       |  |  |       |  |  |                  |  |  |                       |  |
|                                           |                              | Francesca Fieschi                        | Gianluigi II Fieschi                       |  |  |       |  |  |                  |  |  |                       |  |
|                                           |                              | Francesca Fieschi                        | Caterina del Carretto                      |  |  |       |  |  |                  |  |  |                       |  |
| Vespasiano I Gonzaga                      |                              | Francesca Fieschi                        |                                            |  |  |       |  |  |                  |  |  |                       |  |
|                                           |                              | Vespasiano Colonna                       | Prospero Colonna                           |  |  |       |  |  |                  |  |  |                       |  |
|                                           |                              | Vespasiano Colonna                       | Prospero Colonna                           |  |  |       |  |  |                  |  |  |                       |  |
|                                           |                              | Vespasiano Colonna                       | Covella di Sanseverino                     |  |  |       |  |  |                  |  |  |                       |  |
| Isabella Colonna                          |                              | Vespasiano Colonna                       |                                            |  |  |       |  |  |                  |  |  |                       |  |
|                                           |                              | Beatrice Appiano                         | Jacopo IV Appiano                          |  |  |       |  |  |                  |  |  |                       |  |
|                                           |                              | Beatrice Appiano                         | Jacopo IV Appiano                          |  |  |       |  |  |                  |  |  |                       |  |
|                                           |                              | Beatrice Appiano                         | Vittoria Todeschini Piccolomini            |  |  |       |  |  |                  |  |  |                       |  |
| Isabella Gonzaga                          |                              | Beatrice Appiano                         |                                            |  |  |       |  |  |                  |  |  |                       |  |
|                                           | Enrique de Aragón y Pimentel | Enrique de Aragón y Alburquerque         |                                            |  |  |       |  |  |                  |  |  |                       |  |
|                                           | Enrique de Aragón y Pimentel | Enrique de Aragón y Alburquerque         |                                            |  |  |       |  |  |                  |  |  |                       |  |
|                                           | Enrique de Aragón y Pimentel | Beatriz Pimentel y Enríquez              |                                            |  |  |       |  |  |                  |  |  |                       |  |
| Alfonso de Aragón y Bragança              | Enrique de Aragón y Pimentel |                                          |                                            |  |  |       |  |  |                  |  |  |                       |  |
|                                           |                              | Guiomar Castro de Bragança y de Noronha  | Alfonso de Bragança y Castro               |  |  |       |  |  |                  |  |  |                       |  |
|                                           |                              | Guiomar Castro de Bragança y de Noronha  | Alfonso de Bragança y Castro               |  |  |       |  |  |                  |  |  |                       |  |
|                                           |                              | Guiomar Castro de Bragança y de Noronha  | María de Noronha y Sousa                   |  |  |       |  |  |                  |  |  |                       |  |
| Ana de Aragón y Cardona                   |                              | Guiomar Castro de Bragança y de Noronha  |                                            |  |  |       |  |  |                  |  |  |                       |  |
|                                           |                              | Ferdinando I Folch de Cardona y Enríquez | Juan Ramón Folch IV de Cardona y de Urgell |  |  |       |  |  |                  |  |  |                       |  |
|                                           |                              | Ferdinando I Folch de Cardona y Enríquez | Juan Ramón Folch IV de Cardona y de Urgell |  |  |       |  |  |                  |  |  |                       |  |
|                                           |                              | Ferdinando I Folch de Cardona y Enríquez | Aldonza Enríquez y Quiñones                |  |  |       |  |  |                  |  |  |                       |  |
| Juana Folch de Cardona y Manrique de Lara |                              | Ferdinando I Folch de Cardona y Enríquez |                                            |  |  |       |  |  |                  |  |  |                       |  |
|                                           |                              | Francisca Manrique de Lara               | Pedro Manrique de Lara y Sandoval          |  |  |       |  |  |                  |  |  |                       |  |
|                                           |                              | Francisca Manrique de Lara               | Pedro Manrique de Lara y Sandoval          |  |  |       |  |  |                  |  |  |                       |  |
|                                           |                              | Francisca Manrique de Lara               | Guiomar de Acunha e Castro                 |  |  |       |  |  |                  |  |  |                       |  |
|                                           |                              | Francisca Manrique de Lara               |                                            |  |  |       |  |  |                  |  |  |                       |  |